# Skrikstrandpipare
Skrikstrandpipare (Charadrius vociferus) är en amerikansk vadarfågel i familjen pipare som även påträffats vid upprepade tillfällen i Europa.

## Utseende och läten
Skrikstrandpiparen är en relativt stor och långsträckt pipare, 23,5–26 centimeter lång. Den har en lång hals, lång svart näbb och påtaligt långt stjärtparti. Tydligt är också rödbrun övergump, breda vita vingband och dubbla svarta bröstband.

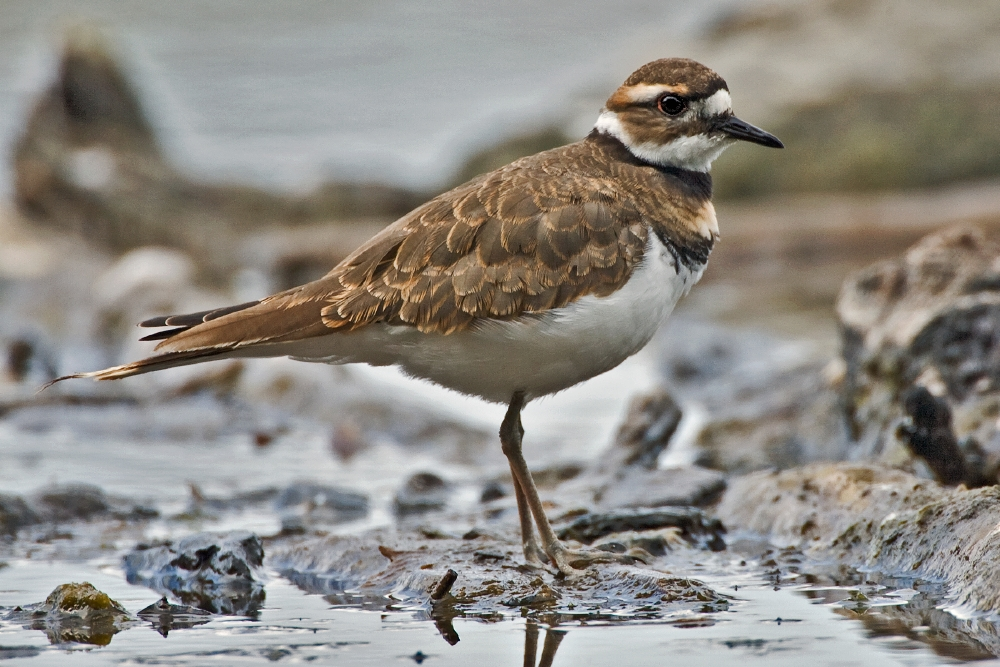
Vinterdräkt
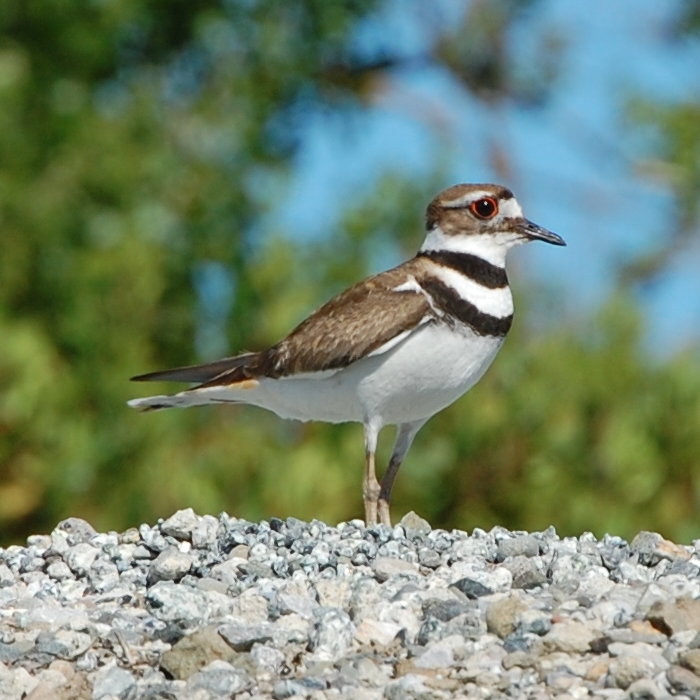
Adult
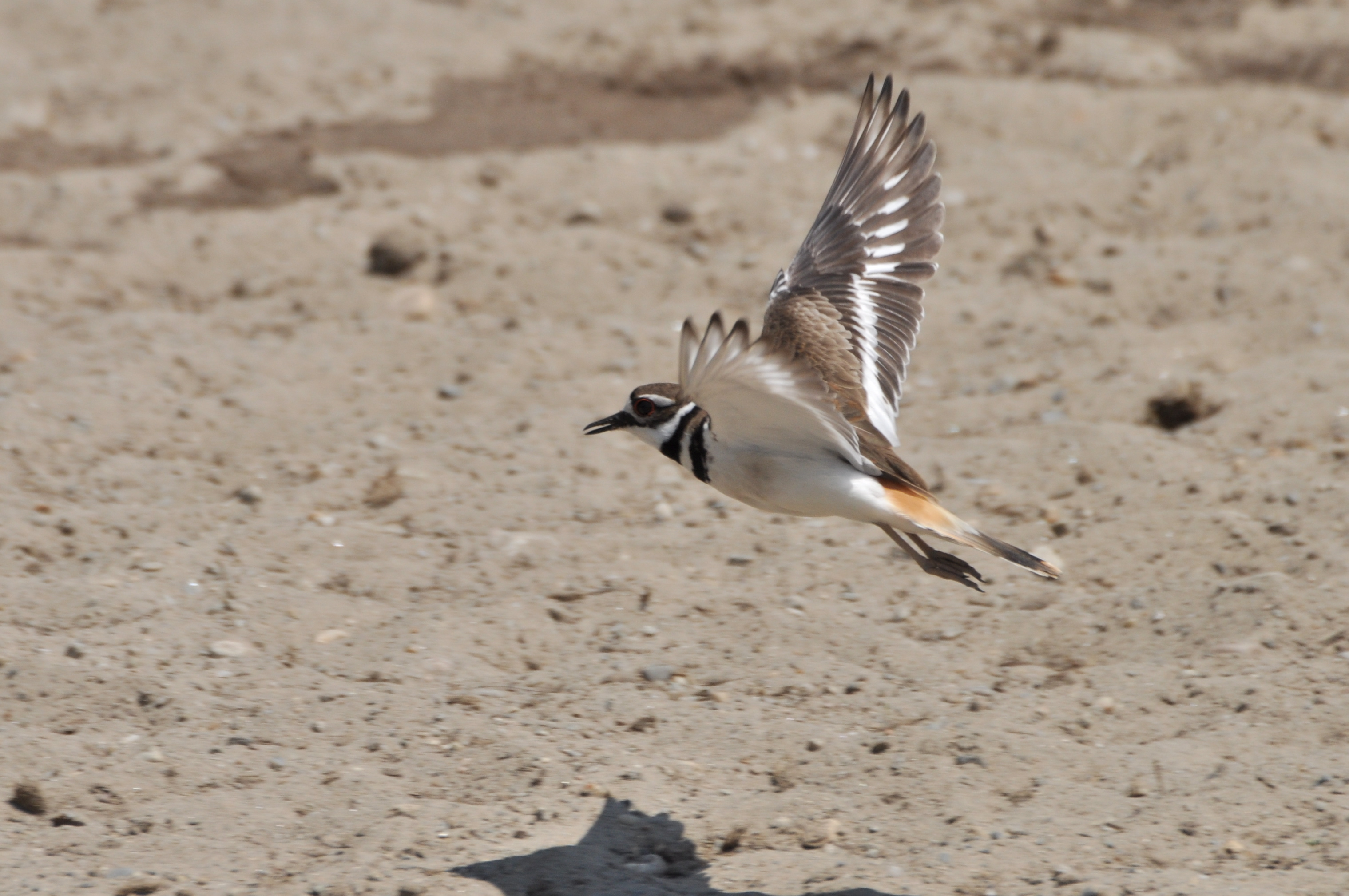
I flykten syns den roströda övergumpen

Lätet är en tunn men ljudlig vissling, klyii, vilket gett fågeln dess svenska namn och även det engelska "Killdeer".
- Skrikstrandpiparens lockläte

## Utbredning och systematik
Skrikstrandpipare delas in i tre underarter med följande utbredning:
- Charadrius vociferus vociferus – häckar i Kanada, USA och Mexiko; övervintrar så långt som till nordvästra Sydamerika
- Charadrius vociferus ternominatus – endemisk för Stora Antillerna och norra Små Antillerna
- Charadrius vociferus peruvianus – förekommer i Peru och nordvästra Chile

### Skrikstrandpiparen i Europa
Fågeln är en återkommande gäst i Västeuropa. Den ses årligen i Storbritannien och har påträffats ett 20-tal gånger på Irland, men även i länder som Spanien, Ungern, Island och vid två tillfällen i Norge.

### Släktskap
Genetiska studier visar att Charadrius är kraftigt parafyletiskt, där arterna i släktet inte står varandra närmast. Istället är en stor grupp strandpipare närmare släkt med vipor i Vanellus och andra udda pipare som australiska inlandspiparen (Peltohyas australis) och arten snednäbb i Nya Zeeland (Anarhynchus frontalis) än med typarten för släktet större strandpipare. Skrikstrandpiparen är dock närbesläktad med typarten för Charadrius, större strandpipare, liksom likaledes nordamerikanska flikstrandpiparen (C. semipalmatus) och flöjtstrandpiparen. Se artikeln om släktet Charadrius för mer information om inbördes släktskap mellan strandpipare.

## Ekologi
Skrikstrandpiparen hittas på sandbankar och dyiga stränder men även betade fält. Den har också anpassat sig till att leva i miljöer nära människan som gräsmattor, sportfält, parkeringsplatser, flygplatser och golfbanor.
I boet som från början inte är mer än en uppskrapad grop lägger skrikstrandpiparen fyra till sex ägg. När äggen har lagts kan fågeln lägga till småstenar, skalbitar pinnar och skräp i boet. Äggen ruvas i 22 till 28 dagar. Liksom många andra pipare låtsas den vara skada för att leda bort eventuella predatorer från bo och ungar.
Fågeln livnär sig av ryggradslösa djur som vattenlevande insektslarver, kräftor, daggmaskar, skalbaggar och gräshoppor. Den följer gärna traktorer på åkrar på jakt efter smådjur som kommer upp till ytan.

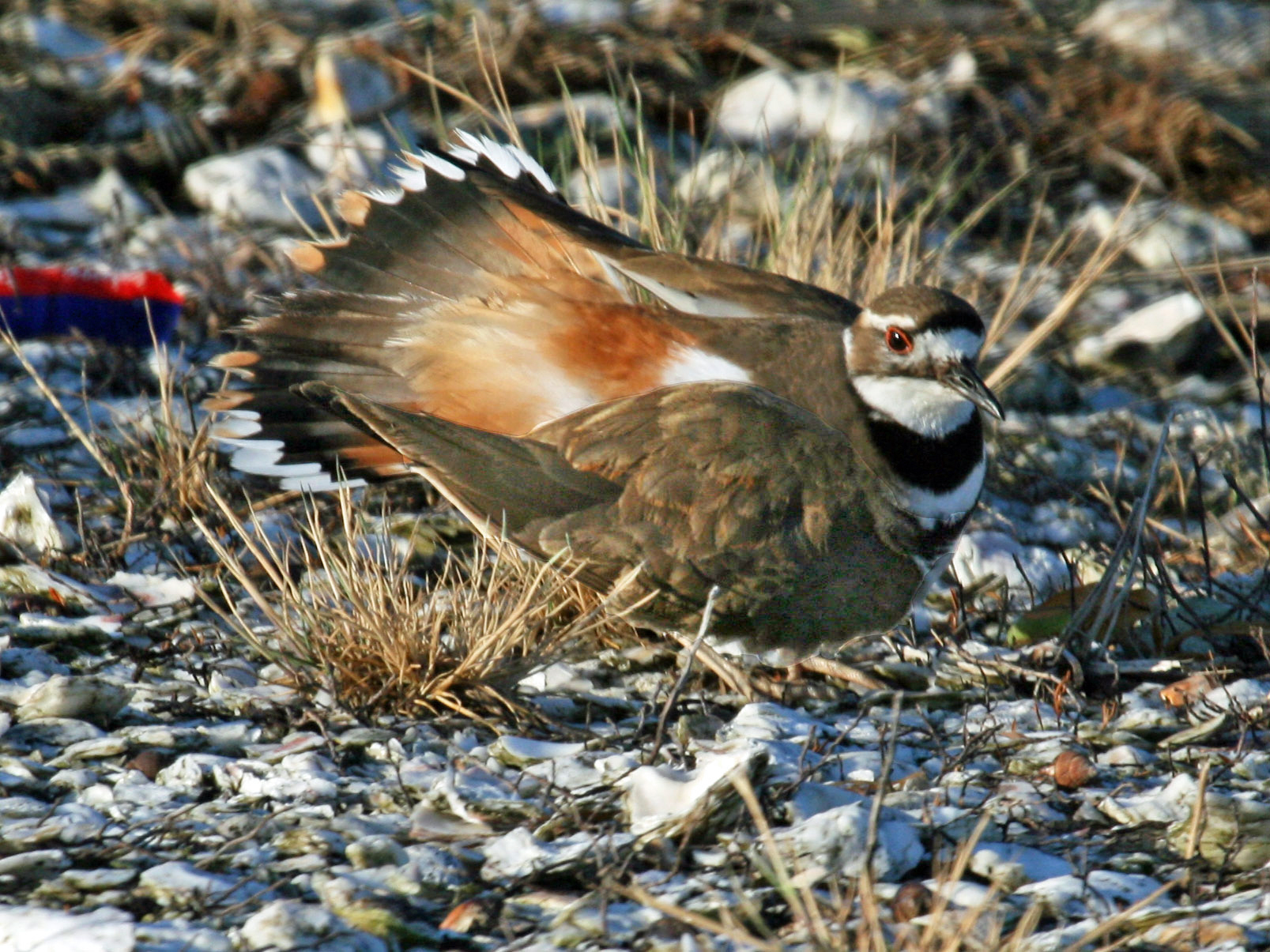
Spelande skrikstrandpipare.
- Film av häckande skrikstrandpipare som avleder uppmärksamheten från boet genom att spela skadad.
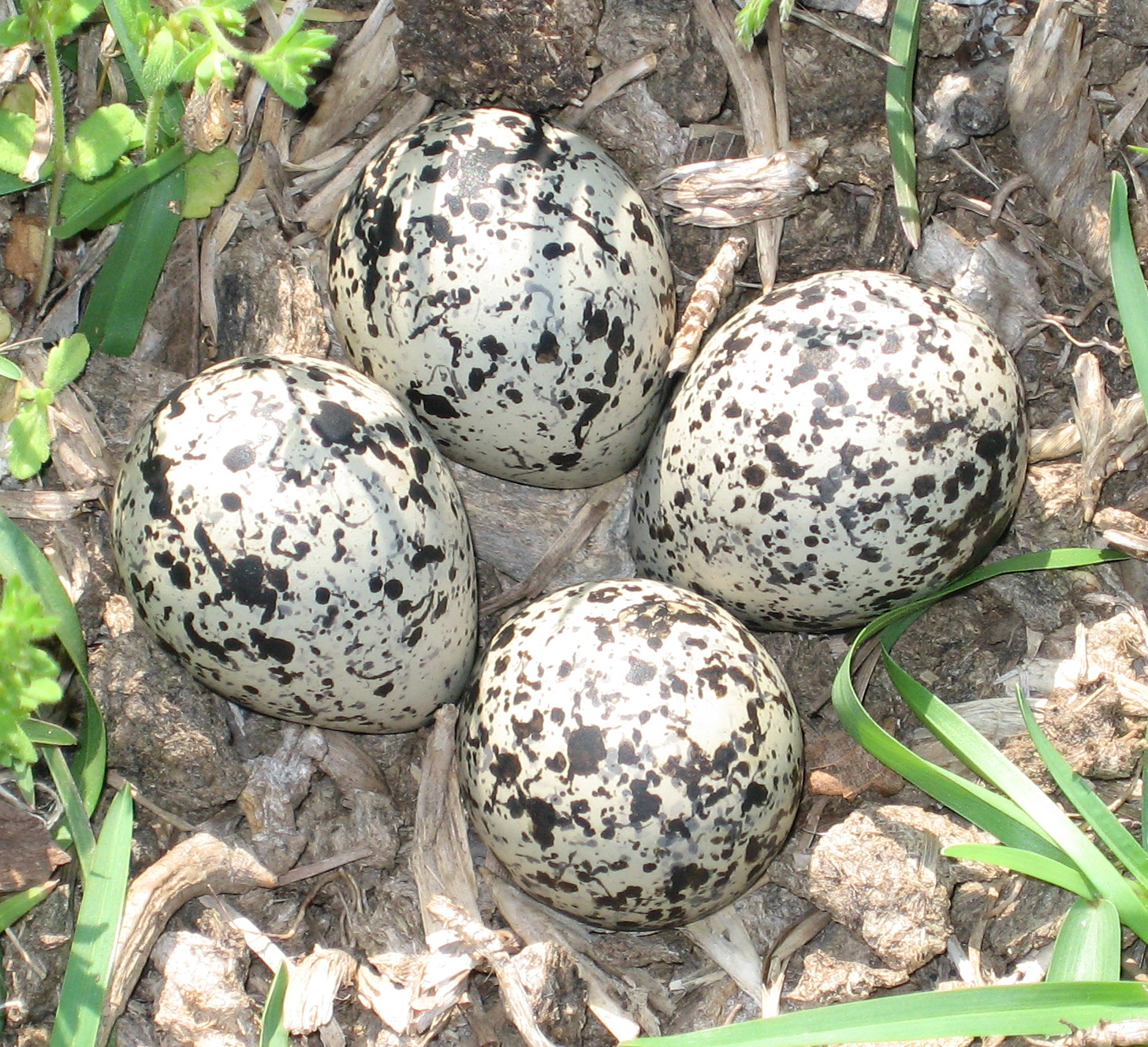
Rede med fyra ägg
Dununge uppvisar det för skrikstrandpiparen distinkta beteendet att "nicka" upp och ned

## Status och hot
Skrikstrandpiparen är en vida spridd och vanligt förekommande art, men minskar i antal, så pass att den sedan 2024 kategoriseras som nära hotad (NT) av IUCN. Världspopulationen uppskattas till 2,3 miljoner vuxna individer.
Skrikstrandpiparen är en av vadarfåglarnas mest framgångsrika art genom sitt sätt att anpassa sig till miljöer påverkade av människan. Det medför dock att de är utsatta för risken att förgiftas av bekämpningsmedel och att bli påkörda av bilar eller flyga in i byggnader.